# Seznam generalov Bundeswehra
Seznam generalov Bundeswehra zajema vse pripadnike Bundeswehra, ki so bili povišani v čin brigadnega generala, generalmajorja, generalporočnika in/ali generala.
Predloga:TOC2

## A
- Heinz Adler (1937–), brigadni general
- Eckart Afheldt (1921–), brigadni general
- Hans Detlef Ahrens (1931–),  generalmajor
- Friedrich Albrecht (1905–1977), brigadni general
- Horst Albrecht (1933–), generalmajor
- Wolfgang Altenburg (1928–), General
- Busso von Alvensleben (1928–), brigadni general
- Gottfried Annuß (1912–1985), brigadni general

## B
- Konrad Bader (1939–), brigadni general
- Bern von Baer (1911–1981), generalmajor
- Günter Baer (1923–), brigadni general
- Hartmut Bagger (1938–), general
- Günter Baranek (1917–), generalmajor
- Kurt Barthel (1932–), generalmajor
- Gert Bastian (1923–1992), generalmajor
- Wolf Graf von Baudissin (1907–1993), general
- Georg Bautzmann (1935–), brigadni general
- Hans-Joachim Becke (1915–), brigadni general
- Herbert Becker (1907–), brigadni general
- Felix Heinrich Beckmann (1925–), generalmajor
- Gerhard Beenders (1939–), brigadni general
- Friedrich Beermann (1912–1975), brigadni general
- Heinrich Baron von Behr (1902–1983), generalmajor
- Hartmut Behrendt (1935–), generalmajor
- Helmut Behrendt (1924–), generalmajor
- Wolfgang Beilicke (1924–), brigadni general
- Jürgen Bennecke (1912–2002), general
- Peter Bensien (1913–), brigadni general
- Friedrich Jürgen Berendsen (1904–1974), brigadni general
- Claus Bergener (1932–), brigadni general
- Oskar-Alfred Berger (1910–), brigadni general
- Wilhelm Bergien (1916–1989), brigadni general
- Georg Bernhardt (1936–), brigadni general
- Friedrich Bernhold (1918–), brigadni general
- Hans-Georg Biedermann (1915–), generalmajor
- Otto Biermann (1933–), brigadni general
- Wilhelm Birkenbeul (1899–1974), brigadni general
- Fritz Birnstiel (1918–), generalmajor
- Eberhard von Block (1923–), generalmajor
- Werner Bodenstein (1905–1983), brigadni general
- Karl-Eberhard Böhm (1913–), brigadni general
- Hermann Böhner (1922–), brigadni general
- Hannsjörn Boes (1936–), generalmajor
- Ulrich Boes (1911–), brigadni general
- Friedrich Böttcher (1914–1983), brigadni general
- Friedrich Boetzel (1897–1969), brigadni general
- Wilhelm Bosselmann (1916–), brigadni general
- Kurt Bräuning (1898–1966), brigadni general
- Edgar Bramstedt (1937–), brigadni general
- Dieter Brand (1939–), brigadni general
- Kurt Brandstädter (1902–1963), brigadni general
- Jürgen Brandt (1922–2003), general
- Ulrich Brandt (1915–1983), brigadni general
- Andreas Broicher (1933–), brigadni general
- Hans Konrad Bromeis (1937–), brigadni general
- Gerhard Brugmann (1930–), generalmajor
- Joachim Bruhn (1921–), brigadni general
- Friedrich Buchenau (1914–), brigadni general
- Hans Buchner (1901–), brigadni general
- Armin Bührung (1914–), brigadni general
- Hermann Büschleb (1915–), brigadni general
- Rudolf Buhse (1905–), brigadni general
- Eberhard Erich Burandt (1923–), generalmajor
- Heinz Burchardt (1915–1980), generalmajor
- Carl-Hubertus von Butler (1950–), generalporočnik
- Peter von Butler (1913–2010), generalporočnik
- Ruprecht von Butler (1924–), generalmajor

## C
- Raban Freiherr von Canstein (1906–2005), brigadni general
- Jobst von Capelle (1920–), brigadni general
- Walter Carganico (1913–2005?), generalmajor
- Heinrich Peter Carstens (1937–), general
- Leopold Chalupa (1927–), general
- Lothar Christian (1919–), brigadni general
- Dieter Clauß (1934–), general
- Claus Claussen (1920–1990), brigadni general
- Johann Condné (1919–), brigadni general
- Georg von Consbruch (1936–), brigadni general
- Ernst Coqui (1931–), brigadni general
- Johannes Crome (1900–), brigadni general
- Istvan Csoboth (1936–), brigadni general

## D
- Werner Daumiller (1914–), brigadni general
- Gerhard Deckert (1924–), generalmajor
- Charly Deichen (1914–1969), brigadni general
- Jürgen Denker (1929–), brigadni general
- Oskar-Hubert Dennhardt (1915–), brigadni general
- Karl-Erich Diedrichs (1927–2005), generalporočnik
- Lothar Domröse (1920–), generalporočnik
- Ulrich Dorn (1897–1976), brigadni general
- Hans Drebing (1923–), brigadni general
- Werner Drews (1914–1974), generalmajor
- German Drexler (1935–), brigadni general
- Winfried Dunkel (1942–), brigadni general
- Hartmut Dybilasz (1924–), brigadni general

## E
- Werner Ebeling (1913–), generalmajor
- Hans Eberhard (1917–), brigadni general
- Armin Eck (1914–1984), brigadni general
- Dietmar Eckert (1913–), brigadni general
- Fritz Eckert (1935–2004), brigadni general
- Gerd Eckert (1930–), brigadni general
- Werner Effenberger (1918–), brigadni general
- Wolfram von Eichel-Streiber (1918–1985), brigadni general
- Kurt von Einem (1904–1987), brigadni general
- Manfred Eisele (1938–), brigadni general
- Werner Ellermann (1928–), brigadni general
- Heinrich Endres (1923–), brigadni general
- Carlheinrich von Erdmannsdorff (1923–), brigadni general
- Klaus Eschenburg (1919–1973), brigadni general
- Wolfgang Estorf (1936–), generalmajor
- Udo Eulig (1935–), brigadni general
- Gottfried Ewert (1921–), generalmajor

## F
- Heinz-Otto Fabian (1918–), brigadni general
- Sigismund Freiherr von Falkenstein (1903–1972), brigadni general
- Jürgen von Falkenhayn (1938–), brigadni general
- Manfred Fanslau (1929–), generalporočnik
- Helmut Feher (1925–), brigadni general
- Ernst Ferber (1914–1998), general
- Robert Feuerstein (1917–), brigadni general
- Heinz Fielitz (1919–1975), brigadni general
- Dieter Fingerhuth (1920–), brigadni general
- Hans-Heinz Fischer (1911–), brigadni general
- Helmut Fischer (1922–), generalmajor
- Friedrich Foertsch (1900–1976), general
- Hartmut Foertsch (1936–), generalmajor
- Klaus Forster (1931–), brigadni general
- August Frede (1899–1972), brigadni general
- Alexander Frevert-Niedermein (1920–), generalmajor
- Joachim Freyer (1908–), generalmajor
- Heinz Freygang (1916–), generalmajor
- Bernd Freytag von Loringhoven (1914–2007), generalporočnik
- Horst Fickinger (192–),generalmajor
- Herbert Fritz (1916–), brigadni general
- Christoph-Adolf Fürus (1928–), generalmajor
- Eberhard Fuhr (1935–), brigadni general

## G
- Heinrich Gaedcke (1905–1992), generalporočnik
- Wilhelm Garken (1920–), generalmajor
- Georg Gartmayr (1906–1980), generalmajor
- Heinz von zur Gathen (1924–2001), generalporočnik
- Gerhard Gebken (1907–1963), brigadni general
- Dietrich Genschel (1934–), brigadni general
- Johannes Gerber (1919–),generalmajor
- Kurt Gerber (1913–1984), generalmajor
- Manfred Gerber (1938–), generalmajor
- Wolfgang Gerhardt (1925–2011), brigadni general
- Walter Gericke (1907–), generalmajor
- Walter Gernß (1903–1976), brigadni general
- Heinz Geyer (1907–1983), brigadni general
- Kurt Gieser (1909–1973), brigadni general
- Meinhard Glanz (1924–), generalporočnik
- Volker Glatt (1937–), brigadni general
- Götz Gliemeroth (1943–), generalporočnik
- Hans-Otto Göricke (1919–), generalmajor
- Heribert Göttelmann (1936–), brigadni general
- Klaus Goldschmidt (1932–), brigadni general
- Eberhard Golla (1927–), brigadni general
- Ernst Golling (1909–1967), brigadni general
- Hubert Gosch (1940–), brigadni general
- Hellmut Grashey (1914–1990), generalmajor
- Gottfried Greiner (1922–), generalmajor
- Hans Greiner (1909–), brigadni general
- Michael Greipl (1920–), generalmajor
- Hans Grillmeier (1933–), generalmajor
- Peter von der Groeben (1903–), generalmajor
- Hans-Günther Groß (1921–1982), brigadni general
- Hubertus Großler (1919–), generalmajor
- Bernhard Gruber (1920–), generalmajor
- Karl Eberhard Grumer (1929–), generalmajor
- Manfred Grunwald (1914–1969), brigadni general
- Ruprecht Grzimek (1923–), brigadni general
- Heinz-Günter Guderian (1914–2004), generalmajor
- Ingo Günther (1927–), brigadni general

## H
- Werner Haag (19109–1985), generalporočnik
- Ruprecht Haasler (1936–), brigadni general
- Eberhard Hackensellner (1922–), generalmajor
- Othmar Hackl (1932–), brigadni general
- Siegfried Häckel (1929–), brigadni general
- Johannes Härtel (1908–1969), generalmajor
- Rudolf Hagemann (1914–), brigadni general
- Herbert Hagenbruck (1939–), brigadni general
- Ludwig Hahne (1906–1969), brigadni general
- Hans Hannemann (1932–), brigadni general
- Helge Hansen (1936–), general
- Ottomar Hansen (1904–), brigadni general
- Ernst-Dieter Hantel (1916–), generalmajor
- Wilko Hartmann (1937–), brigadni general
- Hugo Hass (1912–), generalmajor
- Heinrich Hax (1900–1969), generalmajor
- Friedrich-Wilhelm Heel (1915–), brigadni general
- Klaus von Heimendahl (1933–), brigadni general
- Eberhard Henrici (1912–1986), generalmajor
- Erwin Hentschel (1923–), brigadni general
- Leo Hepp (1907–1987), generalporočnik
- Gerhard Herfurth (1922–), brigadni general
- Paul Herrmann (1898–1974), generalmajor
- Karl-Heinz Herzberg (1919–), brigadni general
- Karl Herzog (1906–), generalmajor
- Wilhelm Hess (1907–1990), generalmajor
- Werner Heumann (1924–1989), brigadni general
- Adolf Heusinger (1897–1982), general
- Werner Heyd (1922–1980), generalmajor
- Wolfang Heydrich (1932–), brigadni general
- Frithjof Heyse (1906–1971), brigadni general
- Horst Hildebrandt (1919–1989), generalporočnik
- Heinz-Helmut von Hinckeldey (1914–), generalmajor
- Hans Hinrichs (1915–), generalporočnik
- Cord von Hobe (1909–1991), generalporočnik
- Hans Höffner (1901–1989), brigadni general
- Emil Hoffmann (1915–), brigadni general
- Walter Hoffmann (1925–), generalmajor
- Klaus Hoheisel (1906–), brigadni general
- Martin Holzfuß (1925–), generalmajor
- Dieter Hommer (1920–1990), brigadni general
- Theodor Hopf (1918–), brigadni general
- Hans-Joachim von Hopffgarten (1915–2000), generalporočnik
- Joachim Horbach (1913–1984), generalmajor
- Hans-Joachim von Horn (1896–1990), generalporočnik
- Hans Hoster (1933–), generalmajor
- Herbert Huber (1919–), brigadni general
- Heinrich Hükelheim (1909–1989), generalmajor
- Rolf Hüttel (1934–), generalporočnik

## I
- Wolfram Ibing (1922–), brigadni general
- Carl-Gero von Ilsemann (1920–), generalporočnik

## J
- Gerhard Jacobi (1913–1980), brigadni general
- Wilhelm Jacoby (1934–), generalmajor
- Karl-Friedrich Jessel (1905–1989), brigadni general
- Karl-Heinz Jörgens (1920–), brigadni general
- Paul Jordan (1910–), generalmajor
- Rolf Jürgens (1916–), generalmajor

## K
- Wolf von Kahlden (1901–1979), brigadni general
- Hans-Jürg von Kalckreuth (1915–1988), generalmajor
- Ludwig Karn (1898–1969), brigadni general
- Peter Karpinski (1912–), generalmajor
- Heinrich Karst (1914–), brigadni general
- Heinz Kasch (1926–), generalporočnik
- Heinrich Kather (1920–), brigadni general
- Kurt Kauffmann (1912–), brigadni general
- Heinrich Keil (1911–1980), brigadni general
- Wolfgang Keilig (1915–1984), brigadni general
- Alfred Kendziora (1925–), brigadni general
- Hans-Joachim Kerschkamp (1915–), brigadni general
- Johann Adolf Graf von Kielmansegg (1906–2006),General
- Johann Adolf Graf von Kielmansegg mlajši (1935–), generalmajor
- Günter Kießling (1935–2009), general
- Horst Kinder (1919–), brigadni general
- Karl-Heinz Kinder (1921–), brigadni general
- Ernst Klaffus (1935–),Generalleutnant
- Ernst Klasing (1901–1977), generalmajor
- Paul-Georg Kleffel (1920–), generalporočnik
- Hans-Heinrich Klein (1918–), generalporočnik
- Karl-Wilhelm von Kleist (1914–), brigadni general
- Wolfgang Klennert (1913–), brigadni general
- Eckhard Klewin (1934–), brigadni general
- Karl Kleyser (1909–), generalmajor
- Bernd Klug (1934–), generalporočnik
- Klaus Peter Knienase (1935–), brigadni general
- Gerd Kobe (1914–), generalmajor
- Gero Koch (1935–), brigadni general
- Rolf Koch-Erpach (1915–), brigadni general
- Paul Köhler (1906–), generalmajor
- Wolfgang Köstlin (1914–), generalmajor
- Gert Kohlmann (1919–), generalmajor
- Heinz-Michael Koller-Kraus (1909–), brigadni general
- Gerd-Hellmut Komossa (1924–), generalmajor
- Hans-Ulrich Krantz (1906–1976), brigadni general
- Albert Kraus (1916–), brigadni general
- Karl-Christian Krause (1918–), brigadni general
- Volker Krauss (1936–), brigadni general
- Günter Kriebel (1925–), brigadni general
- Werner Krieger (1916–), brigadni general
- Hans Kroh (1907–1967), generalmajor
- Peter Krüger (1935–), brigadni general
- Hans Kubis (1924–1991), generalporočnik
- Manfred Kublitz (1912–), brigadni general
- Konrad Kühlein (1910–), generalmajor
- Gustav-Adolf Kuntzen (1907–1998), generalporočnik
- Fritz-Joachim Kunze (1924–), brigadni general

## L
- Hellmuth Laegeler (1902–1972), generalmajor
- Werner Lange (1929–), generalporočnik
- Ernst-Friedrich Langenstraß (1914–), brigadni general
- Günter Langer (1919–), brigadni general
- Roland Lankers (1935–), brigadni general
- Franz Lanz (?), brigadni general
- Ernst-August Lassen (1905–1985), generalmajor
- Otto Lechler (1908–1987), generalmajor
- Hans Lehmann (1933–), brigadni general
- Heinz-Georg Lemm (1919–1994), generalporočnik
- Carl-Helmuth Lichel (1932–), generalmajor
- Kurt Freiherr von Liebenstein (1899–1975), generalmajor
- Helmut Liebeskind (1922–), brigadni general
- Joachim-Frithjof Lindner (1915–), generalmajor
- Edel-Heinrich Lingenthal (1916–), brigadni general
- Hans Link (1918–), brigadni general
- Ernst Lissinna (1934–), generalmajor
- Hans Eberhard Lochmann (1933–), brigadni general
- Horst Loebisch (1930–), brigadni general
- Hans-Joachim Löser (1918–), generalmajor
- Eberhard Lohse (1916–), brigadni general
- Anton Lorch (1910–1984), brigadni general
- Adolf Lorenz (1925–), brigadni general
- Wolfgang Lucius (1925–), brigadni general
- Hans-Georg Lueder (1908–1989), brigadni general
- Smilo von Lüttwitz (1895–1975), generalporočnik

## M
- Hans-Joachim Mack (1928–2008), general
- Hellmuth Mäder (1908–1984), generalporočnik
- Johannes Magerstaedt (1921–), brigadni general
- Günter Mai (1926–), brigadni general
- Ulrich de Maizière (1912–2006), general
- Wolfgang Malecha (1932–), generalporočnik
- Willi Mantey (1903–1990), generalmajor
- Konrad Manthey (1928–), generalmajor
- Arthur Markert (1904–), brigadni general
- Robert Martin (1934–), brigadni general
- Gerhard Matzky (1894–1983), generalporočnik
- Herbert Maultzsch (1905–1984), brigadni general
- Götz Mayer (1925–), brigadni general
- Ekkehard Medert (1923–), brigadni general
- Theodor Meinicke (1909–), brigadni general
- Paul Mertes (1919–1981), brigadni general
- Ernst Metz (1916–1980), generalmajor
- Lothar Metz (1908–1975), brigadni general
- Heinrich Meyer (1915–), brigadni general
- Wilhelm Meyer-Detring (1906–), generalporočnik
- Eike Middeldorf (1915–), generalmajor
- Hermann Miltzow (1910–), brigadni general
- Hansgeorg Model (1927–), brigadni general
- Lutz Moek (1933–2009),Generalleutnant
- Joachim Möller-Döling (1908–), brigadni general
- Karl-Theodor Molinari (1915–), generalmajor
- Josef Moll (1908–1989), generalporočnik
- Konrad Mühllehner (1910–1979), brigadni general
- Theodor Müllenberg (1931–), generalmajor
- Alfred Müller (1915–), brigadni general
- Christian Müller (1904–), generalmajor
- Hans-Joachim Müller (1933–), brigadni general
- Johannes Müller (1909–), generalmajor
- Klaus Müller (1910–1989), generalmajor
- Burkhart Müller-Hillebrand (1904–1987), generalporočnik
- Heinz-Joachim Müller-Lankow (1910–1979), brigadni general
- Gerhard Münch (1914–), generalmajor
- Günther Münzing (1918–1981), brigadni general
- Oskar Munzel (1899–), generalmajor

## N
- Mark-Heinrich von Nathusius (1932–), generalmajor
- Klaus Dieter Naumann (1939–), general
- Johannes Nebe (1934–), generalmajor
- Hasso Neitzel (1908–1964), brigadni general
- Klasu Nennecke (1925–), brigadni general
- Horst Netzler (1925–), generalmajor
- Horst Neumann (1922–), brigadni general
- Gerd Niepold (1913–), generalporočnik
- Helmut Ludwig Nies (1930–), brigadni general
- Horst Nitschmann (1908–1976), brigadni general
- Hans-Kurt Nolzen (1925–), generalmajor

## O
- Wolfgang Odendahl (1931–), brigadni general
- Adrian von Oer (1924–), brigadni general
- Gerhard Ohm (1924–1990), brigadni general
- Horst Ohrloff (1917–), generalmajor
- Lühr-Onno Oldigs (1937–), brigadni general
- Karsten Oltmanns (1940–), generalmajor
- Arno Olze (1915–1973), brigadni general
- Henning von Ondarza (1933–), general
- Roland Oppermann (1933–), generalmajor
- Kurt von der Osten (1922–1989), generalporočnik
- Joachim Oster (1914–1983), generalmajor

## P
- Karl Heinz Page (1916–), brigadni general
- Günther Pape (1907–1986), generalmajor
- Ernst Paulsen (1916–), brigadni general
- Max-Josef Pemsel (1897–1985), generalporočnik
- Ignaz Peslmüller (1897–1957), brigadni general
- Paul Peters (1913–), brigadni general
- Ernst Philipp (1912–), generalmajor
- Peter Pichler (1929–), brigadni general
- Ernst Pickel (1914–), brigadni general
- Hans-Christian Pilster (1914–1989), generalmajor
- Horst Pinkwart (1920–), brigadni general
- Anton-Detlev von Plato (1910–2001), generalporočnik
- Hans Plitt (1917–), brigadni general
- Johannes Poeppel (1921–), generalporočnik
- Franz Pöschl (1921–), generalporočnik
- Kurt Pollex (1898–1987), brigadni general
- Theodor Poretschkin (1913–2006), brigadni general
- Peter Poschwatta (1934–), brigadni general
- Karl-Heinz Prange (1930–), brigadni general
- Wilheilm Prilipp (1909–1989), brigadni general
- Rudolf Promies (1927–1980), brigadni general
- Karl Punzmann (1918–), brigadni general

## R
- Joseph Maria von Radowitz (1899–1956), generalmajor
- Georg-Josef von Raesfeld (1921–), brigadni general
- Adalbert von der Recke (1930–), generalmajor
- Jürgen Reichardt (1938–), generalmajor
- Eckart Reichel (1913–1962), brigadni general
- Paul Reichelt (1898–1981), generalmajor
- Rudolf Reichenberger (1919–), generalporočnik
- Rüdiger von Reichert (1917–2007), generalporočnik
- Herbert Reidel (1910–), generalmajor
- Helmuth Reinhardt (1900–1989), generalmajor
- Klaus Reinhardt (1941–), general
- Günther Reischle (1914–1976), generalmajor
- Lothar Renner (1918–), generalmajor
- Wilhelm Renner (1915–1982), brigadni general
- Joachim Rensing (1922–), brigadni general
- Uwe Richardsen (1936–), brigadni general
- Ekkehard Richter (1937–), brigadni general
- Vico von Rieben (19–), brigadni general
- Udo Ritgen (1916–), brigadni general
- Alfred Ritz (1914–1982), brigadni general
- Franz Joachim von Rodde (1922–), generalmajor
- Manfred Rode (1934–), brigadni general
- Rolf Röder (1931–), brigadni general
- Wilhelm von Röder (1907–1974), brigadni general
- Gerd Röhrs (1930–), generalmajor
- Hans Röttiger (1896–1960), generalporočnik
- Dietrich Rogler (1936–), brigadni general
- Dietrich Rohde (1919–), brigadni general
- Peter Rohde (1934–), brigadni general
- Jobst Rohkamm (1923–), brigadni general
- Eckehard Rose (1917–), brigadni general
- Richard von Rosen (1922–), generalmajor
- Friedrich Rosenhauer (1913–), brigadni general
- Wilfried von Rosenthal (1908–1975), brigadni general
- Ernst Arnauld von Rotberg (1913–), brigadni general
- Franz-Günter Roth (1923–1976), brigadni general
- Georg-Heinrich Roth (1934–), brigadni general
- Günter Roth (1935–), brigadni general
- Günter-Joachim Rothe (1915–), brigadni general
- Raimund-Max Rothenberger (1931–), brigadni general
- Peter Rückbrodt (1938–), brigadni general
- Detlev von Rumohr (1908–1961), brigadni general
- Rudolf Rutz (1912–), brigadni general

## S
- Hans-Henning von Sandrart (1933–),General
- Johannes Sapauschke (1906–), brigadni general
- Wolfgang Sachade (1937–), brigadni general
- Christian Schaeder (1909–), generalmajor
- Arno Schäfer (1934–), generalmajor
- Ernst-Otto Schaefer (1909–), generalmajor
- Heinrich Schäfer (1907–1986), generalmajor
- Werner Schäfer (1925–), generalporočnik
- Wolfgang Schall (1916–), brigadni general
- Ludwig Schanze (1896–1977), brigadni general
- Arnold Scharkowski (1927–), brigadni general
- Wilfried-Otto Scheffer (1939–), brigadni general
- Horst Scheibert (1918–2010), brigadni general
- Godehard Schell (1935–1990), brigadni general
- Paul Albert Scherer (1918–), brigadni general
- Horst Scheuermann (1921–), brigadni general
- Werner von Scheven (1937–), generalmajor
- Frank Schild (1931–), generalmajor
- Albert Schindler (1909–1982), brigadni general
- Richard Schimpf‎ (1897–1976), generalmajor
- Wolf-Hubertus Schlabitz (1913–1982), brigadni general
- Wolf-Dietrich Schleinitz (1899–1963), brigadni general
- Jürgen Schlüter (1933–), generalmajor
- Werner Schlüter (1920–), brigadni general
- Günther Schmelzer (1922–), brigadni general
- Gerhard Schmidt (1914–), brigadni general
- Otto Schmidt (1911–), brigadni general
- Hartmut Schmidt-Petri (1935–), generalmajor
- Gerd Schmückle (1917–), general
- Ernst-Wilhelm Schneider (1924–), brigadni general
- Günther Schneider (1921–), generalmajor
- Karl Schnell (1916–2008), general
- Albert Schnez (1911–), generalporočnik
- Jörg Schönbohm (1937–), generalporočnik
- Helmut Schönefeld (1916–), generalporočnik
- Günter-Matthias Schönnenbeck (1917–), brigadni general
- Wolfgang Schöppe (1922–), brigadni general
- Klaus-Peter Schötensack (1937–), brigadni general
- Ernst-August Schorn (1924–1989), brigadni general
- Dieter Schott (1939–), brigadni general
- Gerwin Schröder (1923–), generalmajor
- Jürgen Schröder (1916–), brigadni general
- Rolf Helmut Schröder (1921–), generalmajor
- Klaus Schubert (1914–), generalmajor
- Helmut Schüler (1915–), brigadni general
- Christian Schünemann (1923–), generalmajor
- Joachim Schulte (1928–), generalmajor
- Hellmut Schultze (1905–), generalmajor
- Gerd Schultze-Rhonhof (1939–),generalmajor
- Karl-Reinhard von Schultzendorff (1915–), brigadni general
- Harald Schulz (1933–), generalporočnik
- Siegfried Schulz (1914–), generalporočnik
- Franz-Joseph Schulze (1918–), general
- Horst-Bodo Schuwirth (1919–1983), generalmajor
- Michael Schwab (1919–), generalmajor
- Rainer Schwartz (1927–), generalmajor
- Joachim Schwatlo-Gesterding (1903–1975), generalporočnik
- Kurt von Schweinitz (1930–), brigadni general
- Erich Schwemmle (1930–), brigadni general
- Joachim von Schwerin (1922–), brigadni general
- Heinrich Schwiethal (1918–), generalporočnik
- Michael Scotti (1941–), brigadni general
- Hans Scriba (1931–), brigadni general
- Martin Seifert (1921–), brigadni general
- Otto Selle (1910–1987), brigadni general
- Josef Selmayr (1905–), brigadni general
- Hubertus Senff (1935–), generalmajor
- Ferdinand von Senger und Etterlin (1923–1987), general
- Joachim von Seydlitz-Kurzbach (1911–), brigadni general
- Curt Siewert (1899–1983), generalmajor
- Jörn Söder (1934–), generalporočnik
- Hubert Sonneck (1913–1984), generalporočnik
- Hans Spiegel (1921–), generalmajor
- Joachim Spiering (1940–), general
- Curt Spitzer (1903–1987), generalmajor
- Robert Stadlhofer (1917–), brigadni general
- Friedrich Stammbach (1897–1970), generalmajor
- Berthold Maria Schenk von Stauffenberg (1934–), generalmajor
- Klaus Stechmann (1935–), brigadni general
- Anton Steer (1935–), generalmajor
- Aloys Steffel (1917–), brigadni general
- Martin Steiff (1919–), brigadni general
- Günter Steinaecker (1938–), generalmajor
- Klaus-Christoph Steinkopff (1935–), generalmajor
- Friedrich Steinseifer (1935–), generalmajor
- Gerhard Stephani (1916–), brigadni general
- Konrad Stephanus (1907–1987), brigadni general
- Dieter Stöckmann (1941–), general
- Heinrich Stoffregen (1921–), brigadni general
- Siegfried Storbeck (1932–),Generalleutnant
- Hans Straden (1912–), brigadni general
- Paul-Friedrich Strauß (1922–), brigadni general

## T
- Wolfgang Tebbe (1931–), generalporočnik
- Hans-Georg von Tempelhoff (1907–1985), generalmajor
- Hermann Teske (1934–), brigadni general
- Hans Teusen (1917–), generalmajor
- Rainer Thiel (1937–), brigadni general
- Karl-Wilhelm Thilo (1911–), generalporočnik
- Wilhelm Thomas (1915–), brigadni general
- Arndt-Diether Thormeyer (1920–), brigadni general
- Harro Tiedgen (1925–1986), brigadni general
- Wilhem Tolksdorf (1936–), brigadni general
- Dieter Toppe (1935–), brigadni general
- Karl-Christian Trentzsch (1919–1970), brigadni general
- Heinz Trettner (1907–), general
- Heinrich von Treuberg (1919–), brigadni general
- Edgar Trost (1940–), generalmajor
- Christian Trull (1946-), generalmajor
- Joahcim Tzschaschel (1917–), brigadni general

## U
- Friedrich Übelhack (1907–1979), generalporočnik
- Otto Uechtritz (1910–), generalporočnik
- Franz Uhle-Wettler (1927–), generalporočnik
- Reinhard Uhle-Wettler (1932–), brigadni general
- Hermann Unger (1920–1982), brigadni general
- Harald von Uslar-Gleichen (1905–), brigadni general
- Hasso von Uslar-Gleichen (1935–), brigadni general

## V
- Kurt von Vangerow (1910–), brigadni general
- Ulrich von und zu Hemmingen Varnbüler (1907–1986), brigadni general
- Kurt-Josef Veeser (1930–), brigadni general
- Gert Verstl (1935–), generalporočnik
- Hasso Viebig (1914–), brigadni general
- August-Wilhelm Vogel (1921–1978), brigadni general
- Kurt Vogel (1908–2003), brigadni general
- Winfried Vogel (1937–), brigadni general
- Fritz Vogelgsang (1915–), brigadni general
- Hanns Vogl (1920–), brigadni general
- Hans-Jürgen Vogler (1915–1988), generalmajor
- Hermann Vogt (1922–), generalmajor
- Günter Vollmer (1917–), generalmajor
- Klaus Vollmer (1930–), brigadni general
- Hans-Werner Voß (1916–), brigadni general
- Wilhelm Voß (1907–), brigadni general

## W
- Karl-Heinz Wachsmuth (1918–), brigadni general
- Gerhard Wachter (1929–), generalporočnik
- Rudolf Wätjen (1915–), brigadni general
- Eberhard Wagemann (1918–), generalmajor
- Hubert Walitschek (1918–), generalmajor
- Horst Wallmann (1933–), generalmajor
- Enno Walter (1930–), brigadni general
- Helmut Walter (1921–), brigadni general
- Herbert Walter (1919–), brigadni general
- Adolf Walther (1918–), brigadni general
- Arthur Weber (1904–1985), generalmajor
- Gottfried Weber (1899–1958), generalmajor
- Winfried Weick (1937–), generalporočnik
- Ernst Wellmann (1904–1970), brigadni general
- Horst Wendland (1912–1968), generalmajor
- Horst Wenner (1923–1987), generalporočnik
- Franz Werner (1937–), generalmajor
- Otto Günther Werren (1920–1984), brigadni general
- Gerhard Wessel (1913–2002), generalporočnik
- Fritz von Westerman (1921–), generalmajor
- Eberhard Wetter (1932–), brigadni general
- Rudolf Wich (1913–1988), brigadni general
- Klaus Wiesmann (1940–), generalporočnik
- Franz-Josef Wiesner (1926–), brigadni general
- Sigvard von Wietersheim (1926–), brigadni general
- Josef Wilhelm (1921–), generalmajor
- Hans-Jürgen Wilhelmi (1936–), brigadni general
- Wilhelm Willemer (1905–1967), brigadni general
- Dietrich Willikens (1915–), generalporočnik
- Helmut Willmann (1940–), generalporočnik
- Dietloff von Winning (1909–), brigadni general
- Karl-Heinz Wirsing (1907–), generalmajor

Jürgen Wittmann (1911–), brigadni general
- Curt von Witzendorff (1916–), brigadni general
- Harald Wnuck (1907–1986), brigadni general
- Wilhelm Wörmann (1919–), brigadni general
- Ernst-August von Wangenheim (1911–), brigadni general
- Hermann Wulf (1915–1990), brigadni general

## Z
- Wolf von Zawadzky (1907–), brigadni general
- Roland Zedler (1931–), brigadni general
- Alfred Zerbel (1904–1987), brigadni general
- Rolf Zerling (1925–), generalmajor
- Karl Zimmer (1930–), brigadni general
- Hans Georg Zuber (1916–), generalmajor